# Carhartt
Carhartt ist ein US-amerikanischer Bekleidungshersteller in Familienbesitz. Die Marke besteht seit 1994 zum einen aus der amerikanischen Carhartt, Inc., die Arbeitskleidung vertreibt, und zum anderen aus der von einem deutschen Lizenznehmer gesteuerten Carhartt WIP, die Kleidung im Modesegment verkauft.

## Geschichte

### Carhartt, Inc.
Hamilton Carhartt & Company wurde 1889 von Hamilton Carhartt († 1937) in Detroit als ein Unternehmen für Arbeitskleidung gegründet. Die Hauptzielgruppe waren zunächst Stahl- und Eisenbahnarbeiter, unter denen unter anderem die Carhartt-Latzhose populär war. In den 1910er Jahren existierten Carhartt-Baumwollspinnereien in South Carolina und Georgia, sowie Webereien in Atlanta, Detroit, Dallas und San Francisco. Das Unternehmen war erfolgreich, so dass Hamilton Carhartt 1910 mit Carhartt Automobile Corporation auch in die Automobilindustrie einstieg, das Unternehmen jedoch 1912 schon wieder schloss. Noch vor dem Ersten Weltkrieg begann er jedoch mit seiner Arbeitskleidung die internationale Expansion nach Kanada und Frankreich. In den Kriegsjahren wurde für die amerikanischen Streitkräfte produziert. Auf Hamilton Carhartt folgte 1937 sein Sohn Wylie Carhartt, der unter anderem Carhartt-Fabriken in Kentucky und Tennessee eröffnete, die bis heute bestehen. Unter Wylies Schwiegersohn Robert Valade wurde in den 1970er Jahren mit der lukrativen Produktion von Handelsmarkenware für große amerikanische Einzelhändler begonnen. Der Bau der Trans-Alaska-Pipeline bot in diesen Jahren einen großen Absatzmarkt für Carhartt-Arbeitsbekleidung. Ab Ende der 1970er, Anfang der 1980er Jahre boomte die rustikale Bekleidungsmarke, die damals preislich unter den etablierten Modemarken lag, unbeabsichtigterweise mit weiten Baggy Pants, Kapuzenpullovern und weit geschnittenen Arbeiter-Jacken bei Mitgliedern der Hip-Hop-, Graffiti- und Skateboard-Szene. 1996 übernahm der Enkel von Hamilton Carhartt, Mark Valade, die Firmenleitung, eröffnete eigene Ladengeschäfte in den USA und nahm unter anderem die erste komplette Damenkollektion ins Sortiment auf. In den USA bestehen mittlerweile umfangreiche Kollektionen für Herren, Damen und Kinder. 2013 übernahm Linda Hubbard als erste externe Managerin die Carhartt-Geschäfte.
Carhartt betreibt mit ihren eigenen Produkten etwa 30 Ladengeschäfte in den USA und ist ansonsten über einen eigenen Onlineshop und den Fachhandel vertreten. In Europa, darunter in Deutschland, Österreich und der Schweiz, sowie Australien und Neuseeland werden die Produkte über den lokalen (Arbeits-)Fachhandel angeboten. Bis heute wird ein Teil der Kollektionen in den USA produziert.
In Europa teilt sich die Marke in zwei Bereiche auf: zum einen in die von der amerikanischen Carhartt, Inc. produzierten Carhartt Workwear, die klassische Arbeitsbekleidung nach amerikanischem Vorbild vertreibt, zum anderen seit Ende der 1990er Jahre in die von einem deutschen Lizenznehmer gesteuerte, modischere Linie Carhartt Work in Progress.

### Carhartt WIP
Der Schweizer Unternehmer Edwin Faeh, der mit seinen Brüdern bereits 1974 die Jeansmarke Big Star ins Leben gerufen hatte, importierte ab 1989 unter dem Namen All American Concept Carhartt-Ware aus den USA und erlangte schließlich 1994 die Lizenz von Carhartt über die Produktion und den Vertrieb einer eigenen Modekollektion unter dem Markennamen Carhartt. Dabei positionierte Faehs Firma Work in Progress die Marke Carhartt ab 1997 mit eigenen Entwürfen weniger stark im Bereich robuster Arbeitsbekleidung, sondern machte sich mit modischen Kollektionen vielmehr einen Namen in der jugendlichen Skater-, BMX- und Hip-Hop-Szene. Noch im gleichen Jahr wurde ein Ladengeschäft in London eröffnet. So gibt es in europäischen Geschäften überwiegend T-Shirts, Baggy-Jeans, Pullover und Skateboards sowie zahlreiche Accessoires, unter anderem Gürtel, Taschen, Geldbeutel, Wollmützen und Strümpfe von Carhartt zu kaufen. Die Hauptzielgruppe von Carhartt WIP sind Männer zwischen 15 und 50 Jahren. Bereits ab 2000 wurde aber auch Damenmode von Carhartt WIP angeboten, die in den Folgejahren zurückgefahren und ab Mitte der 2010er Jahre wieder ausgeweitet wurde. Die Entwürfe werden mit dem amerikanischen Lizenzgeber abgestimmt. Durch gezieltes Sponsoring erwarb sich Carhartt WIP auch einen guten Ruf in der Hörerschaft elektronischer Musik – die Leser der Zeitschrift De:Bug wählten die Marke 2005 und in den Jahren davor zum beliebtesten Modelabel. Carhartt WIP brachte bis Ende 2009 mehrmals im Jahr die Zeitschrift Rugged heraus. Das englischsprachige Imagemagazin umfasste die Kernthemen Kleidung, Musik, Kunst, BMX, Skateboarden und Computerspiele und war in fast allen Carhartt-Shops in Europa, Japan und Australien kostenlos erhältlich.
Von Ende der 2000er Jahre bis 2015 übernahm Edwin Faehs Neffe Arnaud Faeh, der ab 2006 im Unternehmen arbeitete, die Rolle des Kreativdirektors bei Carhartt WIP. Besonders unter seiner Leitung ging das Unternehmen Kollaborationen mit anderen Modelabels ein, wie etwa Vans (2008, 2011, 2015), Burton Snowboards (2011), dem New Yorker Designer Adam Kimmel (2011; von der amerikanischen Muttergesellschaft initiiert), der französischen Modemarke A.P.C. (2012), London Undercover (2012), Stüssy (2015), Isle Skateboards (2016) und Converse (2017).
2013 arbeiteten für Carhartt WIP 1.300 Mitarbeiter, davon 400 in Deutschland. Produziert wird unter anderem in der eigenen Produktionsstätte in Tunesien. Der Jahresumsatz lag Mitte der 2010er Jahre bei über 120 Millionen Euro. Faeh ist bis heute Geschäftsführer und hält auch die europäische Lizenz für die japanische Marke Edwin Jeans und die britische Schuhmarke Pointer.
2014 unterhielt Carhartt WIP 60 Ladengeschäfte in Europa, Australien, China, Japan, Korea, Taiwan und Thailand. 2011 eröffnete Carhartt WIP mit einem Ladengeschäft in der New Yorker Crosby Street in SoHo das erste Geschäft auf dem Territorium der US-amerikanischen Muttergesellschaft. Der Laden zog 2017 ein paar Blöcke weiter in die Lafayette Street um. Des Weiteren ist die Marke über den eigenen Onlineshop und im Einzelhandel international vertreten.